# 林寶萊
米歇爾·倫佩爾·加納PC MP（原姓戈丁（Godin）；1980年2月14日—），華文媒體譯為林寶萊，加拿大政治人物，自2015年起任卡加利諾斯山眾議院議員。林寶萊是聯邦保守黨的一員，曾在保守黨總理哈珀內閣中出任西部經濟多樣化國務部長、環境部長的議會祕書。

## 早年生活
林寶萊出生在曼尼托巴省溫尼伯市，她有一部分法裔曼尼托巴人血統。她擁有曼尼托巴大學的經濟學文學士學位。她曾經擔任卡加利大學的機構方案部門主任，在她的領導下，贊助研究經費從2007年的七百萬增長到2009年的超過一億。2010年，她被Women's Executive Network評爲「加拿大前100名最具影響力的女性」，被分類在「未來領袖」中。

## 從政

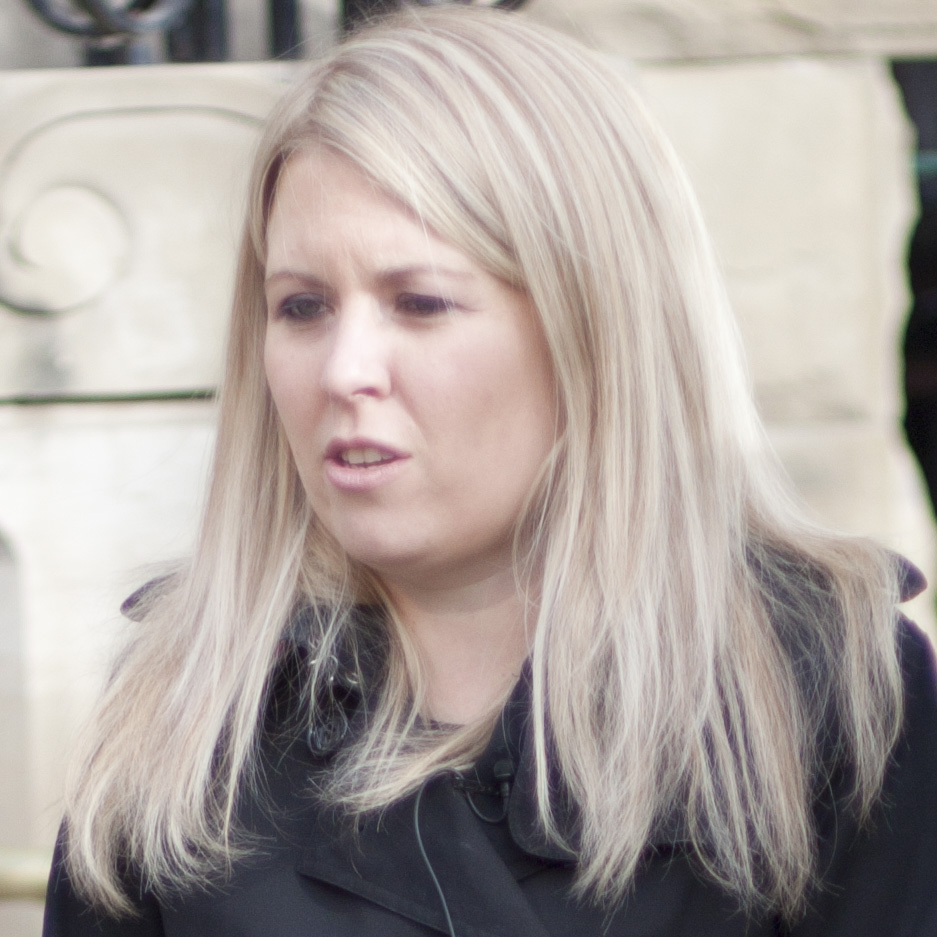
2011年的林寶萊

林寶萊在2011年聯邦大選中於卡加利中心北選區當選議員。她在當選爲國會議員後，於2011年5月25日被任命爲環境部長的議會祕書。2011年底，她在議會質詢中表現強勁，被認爲是保守黨黨團中的後起之秀。加拿大新聞雜誌麥克林於2012年11月21日和2014年11月24日兩度將她列入「年度最佳議員」的「新星」分類。2013年11月，林寶萊被認爲是擁有第七強社交媒體影響力的國會議員。她在2013年The Hill Times年度最有價值政治家「最佳上升和後起之秀國會議員」（Best Up-and-comer MP）中被評爲第二名，僅次於聯邦自由黨黨魁賈斯汀·特魯多。
她曾擔任2013年卡加利保守黨全國大會的聯席主席。2014年，她被Avenue Magazine評爲「卡爾加里四十歲以下的前四十名」（Top 40 Under 40）。
林寶萊也是加拿大合法持槍的積極倡導者。2020年5月，她發起議會請願書E-2574，旨在推翻聯邦政府禁止1500種「攻擊性」武器的行政命令。這成為當時加拿大史上簽名最多的電子請願書，簽名人數超過23萬人。

### 西部經濟多樣化國務部長
2013年7月15日，她被加拿大總理史蒂芬·哈珀任命爲西部經濟多樣化國務部長。她是加拿大歷史上最年輕的女性內閣部長。
在這個職位上，林寶萊的目標是透過將注意力集中在綠色能源等新興領域的技術商業化上，來提高部門服務的交付和效率。為此，她監督了一系列投資，旨在「加速技術開發和性能驗證，以及與二氧化碳地下儲存相關的關鍵儀器的商業化」。此類計畫旨在進一步推動加拿大在國際氣候變遷方面的努力，並協助維持加拿大能源產業的競爭力。這些投資包括WINN，這是一項為期五年、耗資1億元的計劃，為在加拿大西部開展業務的中小型企業提供可償還的捐助，特別是在清潔能源等新興領域，以及加拿大150社區基礎設施計劃，該計劃向加拿大各地的社區提供1.5億元用於關鍵和遺留基礎設施項目。
在擔任國務部長期間，林寶萊也強調了卑詩省葡萄酒產業的重要性和日益增長的國際需求，並與卑詩大學奧卡納干分校合作對該產業進行了戰略投資。

### 反對黨議員

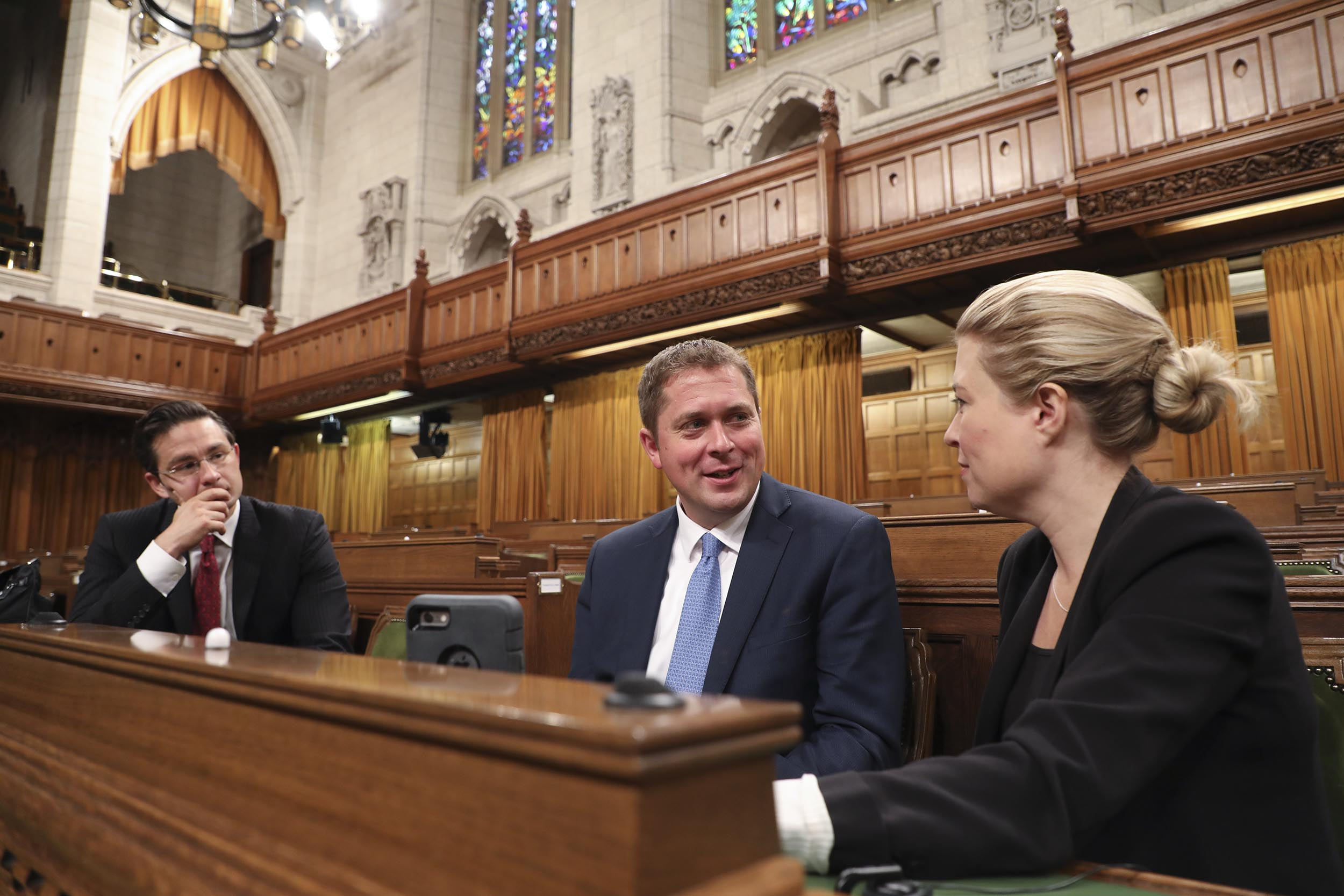
博勵治、前保守黨黨魁安德魯·熙爾、和林寶萊在國會山莊中央大樓議會（2017年）

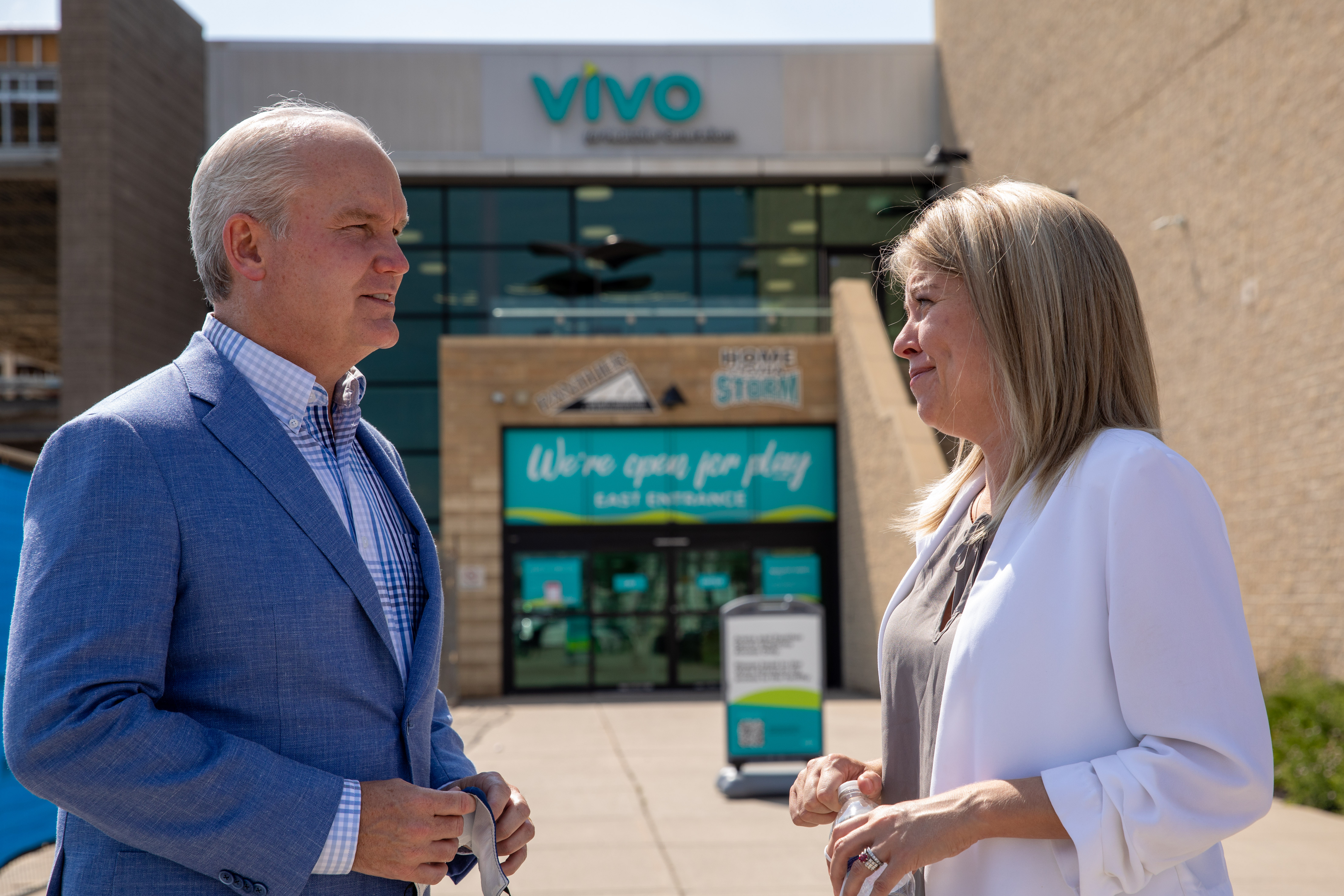
2021年7月林寶萊和前保守黨黨魁艾林·奧圖爾在卡加利

2015年11月20日，林寶萊被任命為移民、難民和公民事務官方反對黨評議員。在這個職位上，她主張保護包括雅茲迪人在內的少數族群。2016年，林寶萊提出的一項議案獲得一致通過，承認對雅茲迪人的種族滅絕，並呼籲政府加快處理抵達加拿大的雅茲迪難民。在此期間，林寶萊也發起了議會請願書E-1310，請求自由黨政府在新公民指南中明確譴責女性生殖器切割的做法。2017年12月，林寶萊提出了一項修改加拿大獸交法的法案，但該法案在一讀時就陷入停滯。大約一年後，加拿大司法部長王州迪提出了一項解決同樣問題的政府法案。
自2019年11月起，林寶萊擔任保守黨影子內閣工業和經濟發展評議員。在擔任這一職務期間，她倡導制定政策，迫使公司在資料收集行為上更加透明。隨著COVID-19疫情的爆發，林寶萊呼籲聯邦政府加強對聯邦政府資助的手機接觸者追蹤應用程式的監督和透明度，呼籲明確同意並嚴格限制資料收集。
作為經濟發展評議員，林寶萊也支持潛在的立法解決方案，以解決加拿大缺乏可靠網路存取的問題，這個問題阻礙了許多加拿大人獲得平等機會和經濟成長。為此，2020年5月林寶萊發起了保守黨的「連接加拿大」農村網路存取行動諮詢倡議。該倡議提交了一份報告，概述了旨在讓所有加拿大人在2021年都能使用負擔得起且可靠的互聯網的政策建議。
2020年6月，林寶萊在其他反對黨的支持下通過了一項動議，要求工業、科學和技術常設委員會研究外國收購和《加拿大投資法》的影響。2020年9月，林寶萊被時任保守黨黨魁奧圖爾任命為官方反對黨衛生評議員。在此職位上，她一直批評自由黨的新冠疫苗的延遲。
2025年5月，林寶萊再次被時任保守黨黨魁博勵治任命為移民、難民和公民事務官方反對黨評議員。

## 選舉記錄
| 年度 | 選舉屆數               | 選區         | 所屬政黨     | 得票數 | 得票率 | 當選標記 | 備註 |
| ---- | ---------------------- | ------------ | ------------ | ------ | ------ | -------- | ---- |
| 2011 | 第四十一屆國會議員選舉 | 卡加利中心北 | 加拿大保守黨 | 28,443 | 56.53% |          |      |
| 2015 | 第四十二屆國會議員選舉 | 卡加利諾斯山 | 加拿大保守黨 | 32,760 | 60.04% |          |      |
| 2019 | 第四十三屆國會議員選舉 | 卡加利諾斯山 | 加拿大保守黨 | 38,588 | 69.77% |          |      |
| 2021 | 第四十四屆國會議員選舉 | 卡加利諾斯山 | 加拿大保守黨 | 28,001 | 55.56% |          |      |
| 2025 | 第四十五屆國會議員選舉 | 卡加利諾斯山 | 加拿大保守黨 | 36,597 | 59.42% |          |      |

## 外部連結
- Michelle Rempel Garner——加拿大國會資料 （页面存档备份，存于）
- MichelleRempel的X（前Twitter）